# Висс, Иоганн Рудольф
Иоганн Рудольф Висс (нем. Johann Rudolf Wyss; 4 марта 1781, Берн — 13 марта 1830, Берн) — швейцарский прозаик и поэт, редактор, педагог, профессор философии Бернского университета, фольклорист, библиотекарь
.

## Биография
Сын пастора, прозаика Йоханна Давида Висса, брат художника Иоганна Эммануила Висса и Иоганна Готтлиба Висса.
Изучал теологию университетах Тюбингена (1801), Гёттингена (1802), позже в Галле. В 1805 году стал профессором философии в университете Берна. Позже — главный библиотекарь бернской городской библиотеки (1827—1830).
В 1811—1830 годах редактировал журнал «The Alpenrosen», с которым сотрудничали лучшие поэты того времени.
Автор слов старого Государственного гимна Швейцарии «Rufst du, mein Vaterland» (на французском: «O Monts indépendants»; на итальянском: «Ci chiami o patria»; на ретороманском: «E clomas, tger paeis»), положенного на мелодию Гимна Великобритании «Боже храни Королеву» (факт схожести с гимном Великобритании спровоцировал несколько дипломатических инцидентов).
После смерти отца, отредактировал его знаменитое произведение — «Швейцарский Робинзон» (1812, «Der Schweizerische Robinson»). Книга повествует о приключениях швейцарской семьи, которая пережила кораблекрушение и вынуждена вести жизнь на пустынном острове.
Занимался фольклористикой, собирал народные сказки, легенды, песни и истории Швейцарии, которые в 1815—1816 годах издал в 3-х томах.
В 1816—1817 годах, изданный им двухтомник «Путешествие в Бернский Оберланд», способствовал повышению репутации Швейцарии, как туристического объекта.

## Избранные публикации
- Vorlesungen über das höchste Gut (2 vols., Tübingen, 1811)
- Idyllen, Volkssagen, Legend und Erzählungen aus der Schweiz (3 vols., 1815-22)
- Reise im Berner Oberland (1808)